# Городище (Рыбновский район)
Городище — село в Рыбновском районе Рязанской области России, входит в состав Ходынинского сельского поселения.

## География
Село расположено в 4 км на юго-восток от центра поселения села Ходынино, в 6 км на юго-восток от райцентра города Рыбное, в 6 км на северо-запад от Рязани.

## История
В качестве села Городищи упоминаются в платежной книге 1628 года. Георгиевская церковь в селе Городищи, близ которого в 1378 году происходила Вожская битва, упоминается в окладных книгах 1676 года, где при ней в приходе показано 78 дворов, в том числе 7 дворов помещиковых. В 1796 году в селе была построена деревянная Георгиевская церковь помещиком Ильей Яковлевичем Феоктистовым. По штатам 1873 года церковь была приписана к селу Ходынину.
В XIX — начале XX века село входило в состав Рыбновской волости Рязанского уезда Рязанской губернии. В 1905 году в селе было 103 двора.
С 1929 года село входило в состав Ходынинского сельсовета Рыбновского района Рязанского округа Московской области, с 1937 года — в составе Рязанской области, с 2005 года — в составе Ходынинского сельского поселения.

## Население
| 1859 | 1897 | 1906 | 2010 |
| ---- | ---- | ---- | ---- |
| 400  | ↗570 | ↘503 | ↘466 |